# Orden de Canadá
La Orden de Canadá (en inglés: Order of Canada; en francés: Ordre du Canada) es la orden civil canadiense de mayor rango y el principal punto de referencia del sistema canadiense de honores. Se otorga a aquellas personas que son un ejemplo del lema en latín de la orden, tomado de la Epístola a los Hebreos 11:16, desiderantes meliorem patriam, que significa "Ellos desean una patria mejor".
La Orden fue creada en 1967, coincidiendo con el centenario de la Confederación Canadiense. El sistema de orden con tres niveles fue creado como la pertenencia a un grupo que reconoce los logros por méritos destacados o servicios distinguidos por parte de canadienses, mediante contribuciones a lo largo de su vida en cada campo de actividades, y cuya contribución ha sido muy relevante para Canadá, como también esfuerzos realizados por personas no-canadienses que han contribuido mediante sus acciones a que el mundo sea mejor. El monarca canadiense, hoy en día Carlos III del Reino Unido, es Soberano de la orden, y el Gobernador General en ejercicio es su Canciller. Los candidatos a ser aceptados en la orden son seleccionados por un consejo asesor y son formalmente designados por el Gobernador General; hacia enero del año 2020, 7.212 personas habían sido aceptados en la Orden de Canadá, incluyendo músicos, políticos, artistas, atletas, personalidades de la televisión y estrellas de cine, benefactores, entre otros. Desde 1994, los miembros no honorarios son los únicos ciudadanos comunes que están habilitados a tomar el Juramento de aceptación de la ciudadanía.

## Grados
Existen tres grados o niveles de la Orden de Canadá, en orden de precedencia son: Compañero (CC), Oficial (OC) y Miembro (CM). Cada uno de los tres niveles poseen iniciales identificatorias que sus miembros están autorizados a utilizar junto con su nombre. El sistema contempla la posibilidad de ser promocionado de un nivel a otro, aunque esto por lo general no ocurre antes de haber transcurrido cinco años desde el nombramiento inicial. Por ejemplo el director de películas Denys Arcand fue ascendido de Oficial a Companion.
|           |         |         |
| Cintas    |         |         |
| Compañero | Oficial | Miembro |
|           |         |         |